# Lavault-Sainte-Anne
Lavault-Sainte-Anne is een gemeente in het Franse departement Allier (regio Auvergne-Rhône-Alpes). De plaats maakt deel uit van het arrondissement Montluçon. Lavault-Sainte-Anne telde op 1 januari 2022 1.138 inwoners.

## Geografie
De oppervlakte van Lavault-Sainte-Anne bedroeg op 1 januari 2022 9,08 vierkante kilometer; de bevolkingsdichtheid was toen 125,3 inwoners per km².
De onderstaande kaart toont de ligging van Lavault-Sainte-Anne met de belangrijkste infrastructuur en aangrenzende gemeenten.

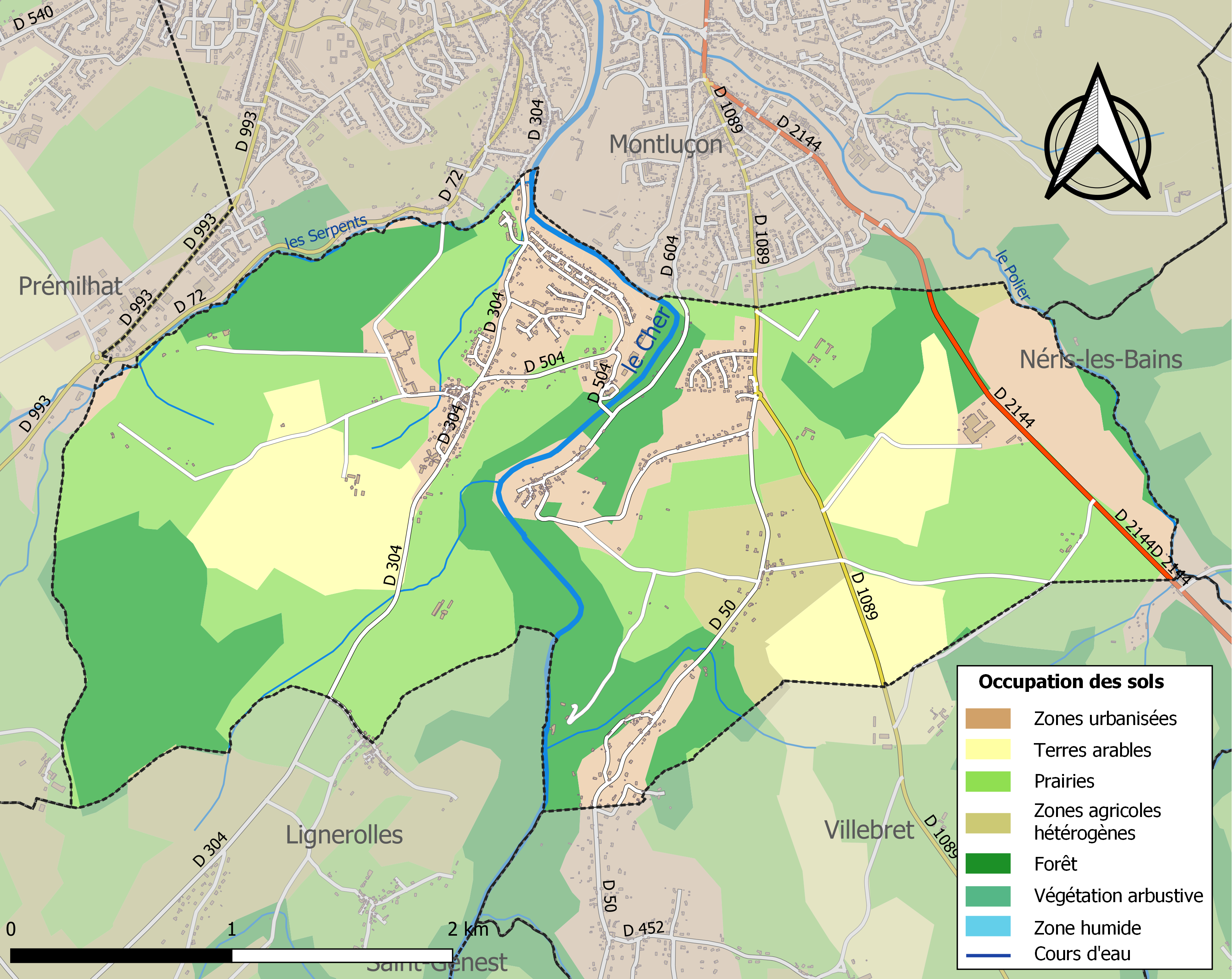

## Demografie
Onderstaande figuur toont het verloop van het inwonertal (bron: INSEE-tellingen).
Vanwege een beveiligingsprobleem met de MediaWiki Graph-software is het momenteel niet mogelijk deze grafiek weer te geven. Zodra de software is bijgewerkt zal de grafiek vanzelf weer zichtbaar worden.